# Contenance des tonneaux

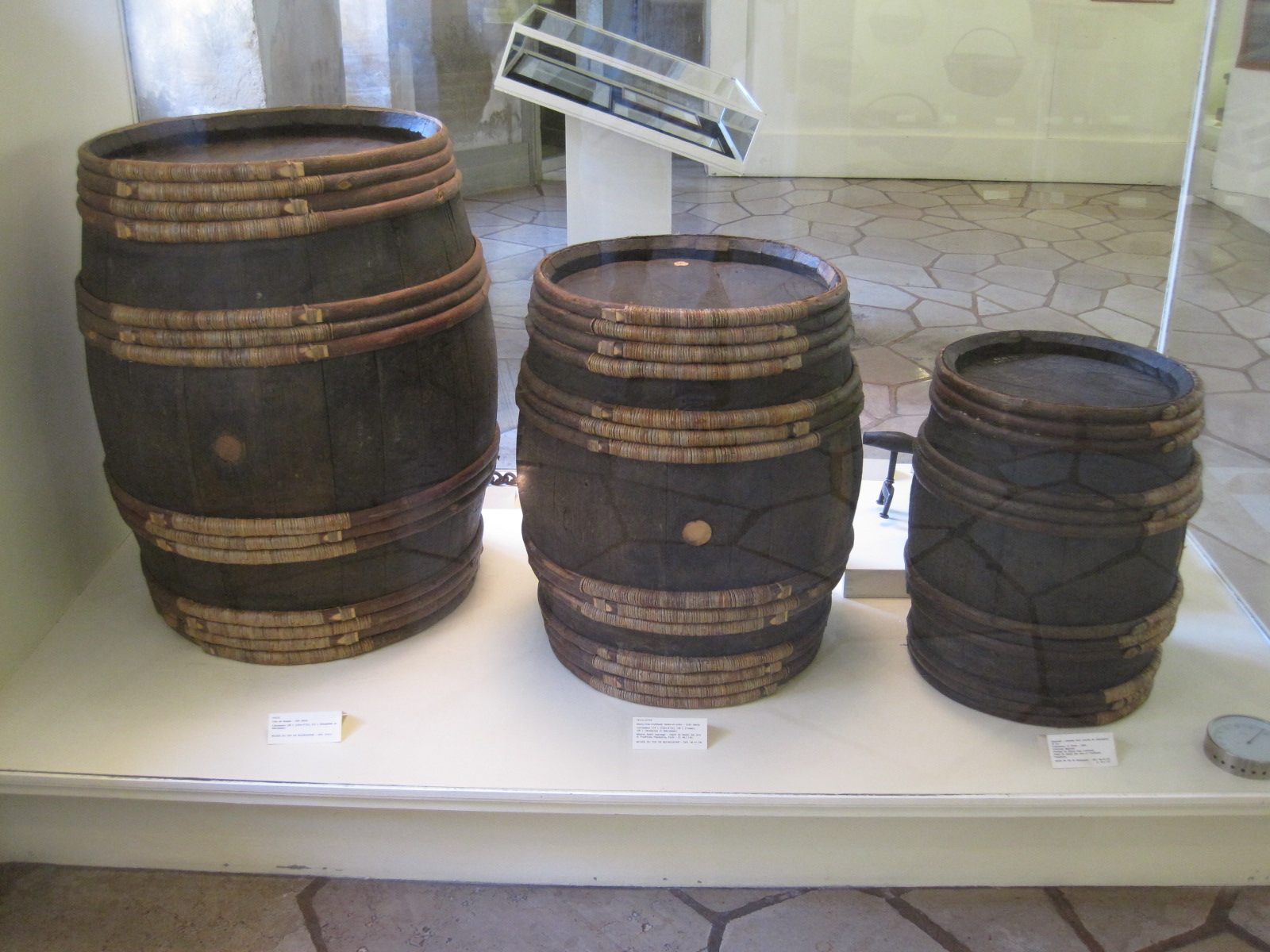
Pièce de 228 litres, feuillette de 114 litres et quartaut de 57 litres exposés au musée du vin de Bourgogne de Beaune.

L'histoire et la géographie des régions viticoles sont responsables des variations de tailles des tonneaux. 

## Histoire

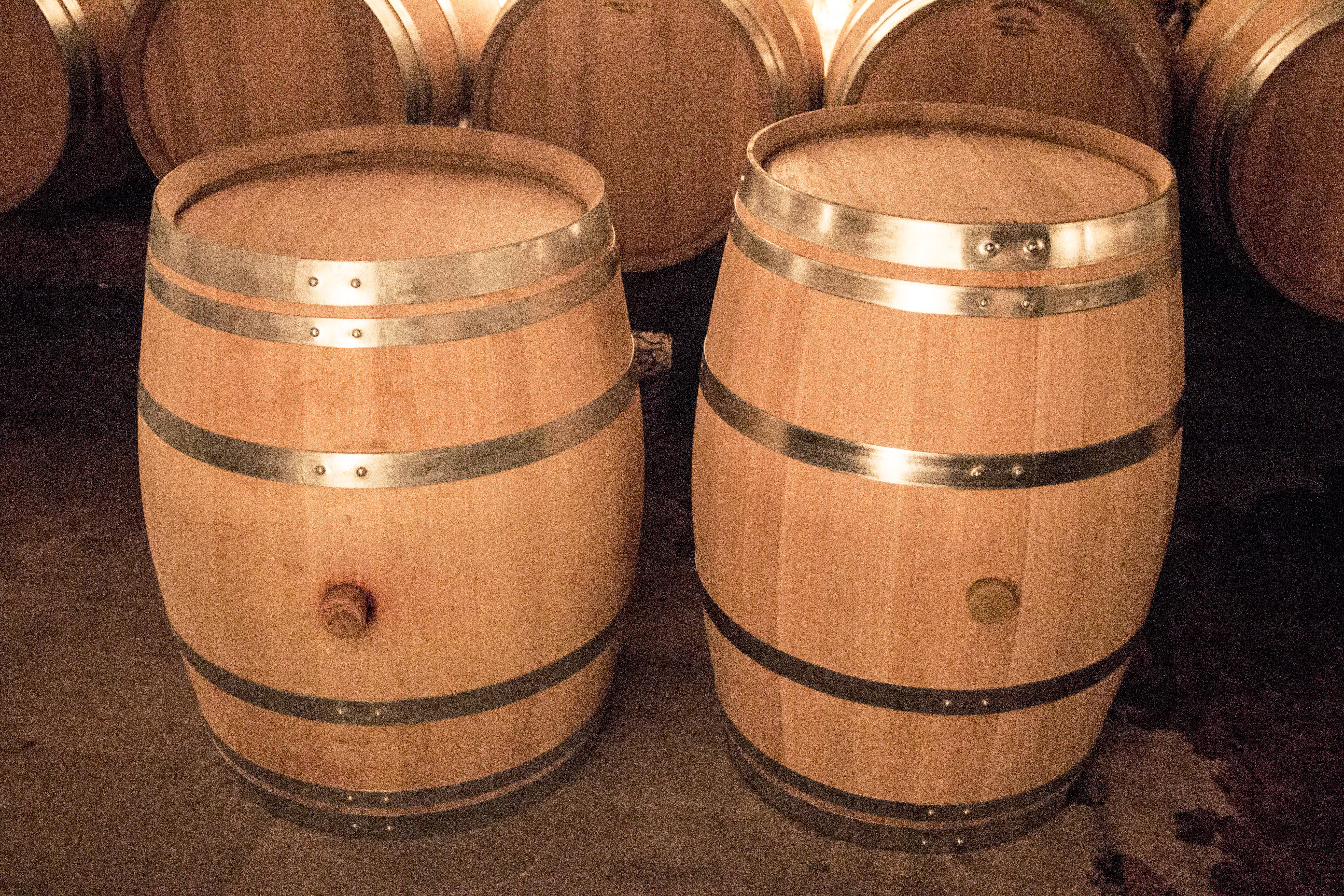
Fût bourguignon à gauche (228 L), et barrique bordelaise à droite (225 L)

Héritée des anciennes mesures médiévales, cette disparité jointe à un chevauchement des volumes sous des dénominations différentes ne fut pas abolie sous la Révolution. Elle perdura jusqu'au milieu du XIXe siècle. Les négociants en vin de Paris, par l'intermédiaire de leur hebdomadaire nouvellement créé Le Journal de Bercy et de l'Entrepôt. Le Moniteur Vinicole lancèrent à l'adresse de Napoléon III une pétition qui fut publiée le 6 octobre 1856. Au nom des principaux propriétaires et négociants de France, elle demandait à l'empereur « l'unité des mesures de jaugeage des vins » et l'application du système métrique sur les contenants dont les volumes variaient « d'une contrée viticole à l'autre et souvent dans un même département ». Les pétitionnaires expliquaient qu'ils s'estimaient frustrés, chaque année, d'environ 1 000 000 d'hectolitres et demandaient instamment l'application des textes de lois de 1793, 1812 et 1837.
Avant leur standardisation grâce à l'extension du commerce vers le reste de la France puis l'Europe, l'utilisation des contenants est régionale, les différents noms et volumes s'en retrouvent multipliés. La distribution des contenants illustre les volumes (ex : 228 L) observant le plus de variabilité dans leurs dénominations, ce qui représente une utilisation favorite de ce volume dans des points géographiques divers.
Aujourd'hui, il persiste encore des différences ancrées, tels le fût bourguignon de 228 L, et son équivalent, la barrique bordelaise de 225 L.

## Multiples des volumes
Les différentes variations des capacités sont souvent des multiples, correspondant alors au quart, au demi, ou au double de la contenance usuelle utilisée dans une région. Cela a pour conséquence d'augmenter la diversité des volumes.
Par exemple pour la pièce bourguignonne :
- Ratio ¼ : Le quartaut, 57 L
- Ratio ½ : La feuillette, 114 L
- Ratio 1 : La pièce, 228 L
- Ratio 2 : La queue, 456 L

## Différentes dénominations et capacités

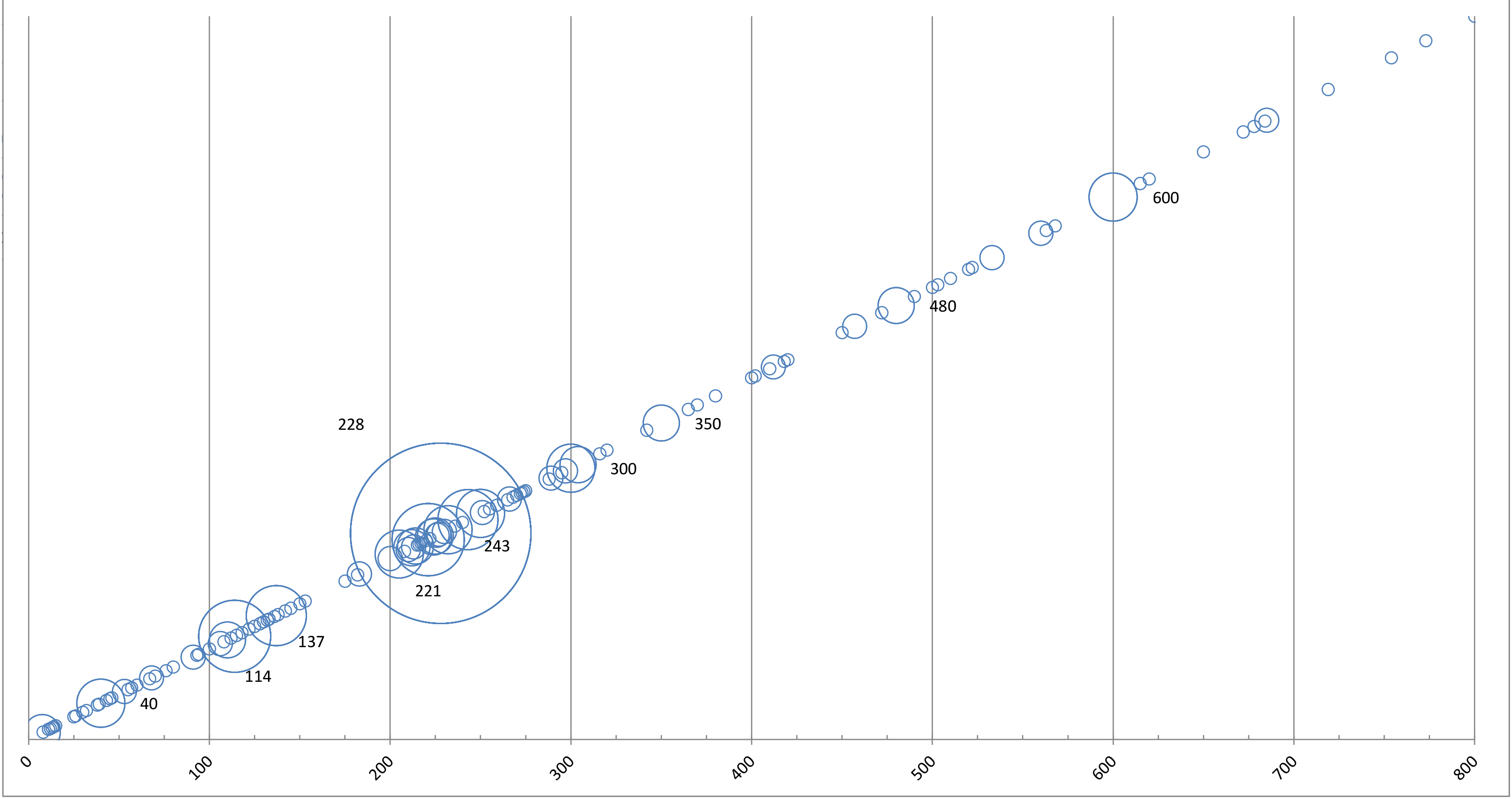
Distribution de l’occurrence des volumes, en litres, des différents contenants

| Désignation            | Volume en litres (L) | Origine          | Aire géographique    |
| ---------------------- | -------------------- | ---------------- | -------------------- |
| Anée                   | 76                   | Isère            | Rhône                |
| Anée                   | 93                   | Rhône            | Rhône                |
| Anée                   | 300                  | Bresse           | Bourgogne            |
| Anée                   | 300                  | Mâconnais        | Bourgogne            |
| Barbantane             | 563                  | –                | –                    |
| Baril                  | 15                   | Madère           | Portugal             |
| Baril                  | 26                   | Carpentras       | Provence             |
| Baril                  | 30                   | Malaga           | Espagne              |
| Baril                  | 32                   | Hautes-Alpes     | Provence             |
| Baril                  | 38                   | Alicante         | Espagne              |
| Baril                  | 45                   | Gard             | Languedoc-Roussillon |
| Barillo                | 150                  | Corse            | Corse                |
| Barrique               | 80                   | Hautes-Alpes     | Provence             |
| Barrique               | 200                  | Champagne        | Champagne            |
| Barrique               | 205                  | Charentes        | Bordelais            |
| Barrique               | 205                  | Cognac           | Bordelais            |
| Barrique               | 205                  | Hermitage        | Rhône                |
| Barrique               | 208                  | Freusies         |                      |
| Barrique               | 210                  | Drôme            | Rhône                |
| Barrique               | 214                  | Languedoc        | Languedoc-Roussillon |
| Barrique               | 214                  | Tarn             | Sud-Ouest            |
| Barrique               | 214                  | Vivarais         | Rhône                |
| Barrique               | 220                  | Rhône            | Rhône                |
| Barrique               | 224                  | Cahors           | Sud-Ouest            |
| Barrique               | 225                  | Bordeaux         | Bordelais            |
| Barrique               | 226                  | La Rochelle      | Bordelais            |
| Barrique               | 228                  | Beaune           | Bourgogne            |
| Barrique               | 228                  | Dordogne         | Bordelais            |
| Barrique               | 228                  | Frontignan       | Languedoc-Roussillon |
| Barrique               | 228                  | Gers             | Sud-Ouest            |
| Barrique               | 228                  | Lot              | Sud-Ouest            |
| Barrique               | 228                  | Lot-et-Garonne   | Sud-Ouest            |
| Barrique               | 228                  | Tarn-et-Garonne  | Sud-Ouest            |
| Barrique               | 232                  | Saumur           | Loire                |
| Barrique               | 232                  | Tours            | Loire                |
| Barrique               | 252                  | Vienne           | Rhône                |
| Barrique               | 259                  | Cher             | Loire                |
| Barrique               | 270                  | Basque           | Sud-Ouest            |
| Barrique               | 295                  | Deux-Sèvres      | Loire                |
| Barrique               | 300                  | Châtellerault    | Loire                |
| Barrique               | 304                  | Chalosse         | Sud-Ouest            |
| Barrique               | 304                  | Landes           | Bordelais            |
| Barrique               | 402                  | Paris            | Paris                |
| Bassenne               | 316                  | Anvers           | Nord/Belgique        |
| Baste                  | 25                   | Bordeaux         | Bordelais            |
| Boisseau               | 13                   | –                | –                    |
| Botta                  | 500                  | Espagne          | Espagne              |
| Botte                  | 490                  | Anvers           | Nord/Belgique        |
| Botte                  | 520                  | Provence         | Provence             |
| Botte (demi)           | 221                  | –                | –                    |
| Botte (quart)          | 106                  | –                | –                    |
| Bussard                | 350                  | –                | –                    |
| Busse                  | 232                  | Mayenne          | Loire                |
| Busse                  | 240                  | Sarthe           | Loire                |
| Busse (quart)          | 122                  | –                | –                    |
| Butt                   | 480                  | Xerès            | Espagne              |
| Charge                 | 40                   | Meurthe          | Nord/Belgique        |
| Charge                 | 40                   | Meuse            | Nord/Belgique        |
| Charge                 | 100                  | Isère            | Rhône                |
| Charge                 | 110                  | Hautes-Alpes     | Provence             |
| Charge                 | 118                  | Roussillon       | Languedoc-Roussillon |
| Charge                 | 138                  | Castelnaudary    | Sud-Ouest            |
| Charge                 | 800                  | Bordeaux         | Bordelais            |
| Comporte               | 43                   | Midi             | Sud-Ouest            |
| Comporte               | 46                   | –                | –                    |
| Comporte               | 94                   | Narbonne         | Languedoc-Roussillon |
| Coque (demi)           | 53                   | –                | –                    |
| Demi                   | 106                  | Mâconnais        | Bourgogne            |
| Demi                   | 110                  | Bordeaux         | Bordelais            |
| Douil                  | 400                  | Bordeaux         | Bordelais            |
| Fass                   | 600                  | Rheingau         | Allemagne            |
| Feuillette             | 112                  | Mâconnais        | Bourgogne            |
| Feuillette             | 114                  | Bourgogne        | Bourgogne            |
| Feuillette             | 114                  | Côte d'Or        | Bourgogne            |
| Feuillette             | 130                  | –                | –                    |
| Feuillette             | 132                  | Chablis          | Bourgogne            |
| Feuillette             | 133                  | Paris            | Paris                |
| Feuillette             | 136                  | Yonne            | Bourgogne            |
| Feuillette (demi)      | 68                   | –                | –                    |
| Foudre                 | 91                   | Massy            | Paris                |
| Foudre                 | 1 000                | Moselle          | Nord/Belgique        |
| Fût                    | 228                  | Bourgogne        | Bourgogne            |
| Fût                    | 273                  | Armagnac         | Bordelais            |
| Fût                    | 350                  | Cognac           | Bordelais            |
| Halbstück              | 600                  | Rheingau         | Allemagne            |
| Jeannette              | 70                   | Bretagne         | Loire                |
| Manrée                 | 40                   | Anjou            | Loire                |
| Muid                   | 137                  | Beaurieux        | Nord/Belgique        |
| Muid                   | 137                  | Craonnelle       | Nord/Belgique        |
| Muid                   | 137                  | Jumigny          | Nord/Belgique        |
| Muid                   | 137                  | Missy et Soupir  |                      |
| Muid                   | 145                  | Laon             | Nord/Belgique        |
| Muid                   | 153                  | Montbazin        | Languedoc-Roussillon |
| Muid                   | 182                  | Mons             | Nord/Belgique        |
| Muid                   | 226                  | Ermenonville     | Paris                |
| Muid                   | 227                  | Quesnay          |                      |
| Muid                   | 227                  | Valenciennes     | Nord/Belgique        |
| Muid                   | 228                  | Avesnes          | Nord/Belgique        |
| Muid                   | 228                  | Hainaut          | Nord/Belgique        |
| Muid                   | 250                  | Aisne            | Champagne            |
| Muid                   | 250                  | Île-de-France    | Paris                |
| Muid                   | 251                  | –                | –                    |
| Muid                   | 266                  | Compiègne        | Nord/Belgique        |
| Muid                   | 266                  | Eure             | Loire                |
| Muid                   | 268                  | Paris            | Paris                |
| Muid                   | 272                  | Yonne            | Bourgogne            |
| Muid                   | 288                  | Rhône            | Rhône                |
| Muid                   | 289                  | Orléans          | Loire                |
| Muid                   | 297                  | Bourgogne        | Bourgogne            |
| Muid                   | 297                  | Cahors           | Sud-Ouest            |
| Muid                   | 300                  | –                | –                    |
| Muid                   | 342                  | –                | –                    |
| Muid                   | 350                  | Bourgogne        | Bourgogne            |
| Muid                   | 370                  | –                | –                    |
| Muid                   | 380                  | Saint-Gilles     | Nord/Belgique        |
| Muid                   | 450                  | Languedoc        | Languedoc-Roussillon |
| Muid                   | 472                  | Roussillon       | Languedoc-Roussillon |
| Muid                   | 510                  | Montpellier      | Languedoc-Roussillon |
| Muid                   | 685                  | Hérault          | Languedoc-Roussillon |
| Muid (demi)            | 365                  | Languedoc        | Languedoc-Roussillon |
| Muid (demi)            | 560                  | Gard             | Languedoc-Roussillon |
| Muid (demi)            | 600                  | Cognac           | Bordelais            |
| Muid (gros)            | 320                  | –                | –                    |
| Muid (quart)           | 68                   | –                | –                    |
| Muid (rapé)            | 304                  | –                | –                    |
| Pièce                  | 142                  | Mâconnais        | Bourgogne            |
| Pièce                  | 205                  | Champagne        | Champagne            |
| Pièce                  | 210                  | Auvergne         | Rhône                |
| Pièce                  | 212                  | Beaujolais       | Bourgogne            |
| Pièce                  | 212                  | Mâconnais        | Bourgogne            |
| Pièce                  | 212                  | Rhône            | Rhône                |
| Pièce                  | 216                  | Beaujolais       | Bourgogne            |
| Pièce                  | 222                  | Chalon-sur-Saône | Bourgogne            |
| Pièce                  | 225                  | Anjou            | Loire                |
| Pièce                  | 225                  | Bordeaux         | Bordelais            |
| Pièce                  | 228                  | Bourgogne        | Bourgogne            |
| Pièce                  | 228                  | Eure             | Loire                |
| Pièce                  | 228                  | Île-de-France    | Paris                |
| Pièce                  | 230                  | Loiret           | Loire                |
| Pièce                  | 250                  | Touraine         | Loire                |
| Pièce                  | 412                  | Anvers           | Nord/Belgique        |
| Pièce                  | 420                  | Armagnac         | Bordelais            |
| Pièce (demi)           | 115                  | Paris            | Paris                |
| Pièce (demi)           | 128                  | Côte d'Or        | Bourgogne            |
| Pièce (demi)           | 200                  | Reims            | Champagne            |
| Pipe                   | 410                  | –                | –                    |
| Pipe                   | 418                  | Madère           | Portugal             |
| Pipe                   | 480                  | Anjou            | Loire                |
| Pipe                   | 522                  | Porto            | Portugal             |
| Pipe                   | 533                  | Languedoc        | Languedoc-Roussillon |
| Pipe                   | 533                  | Rochelle         | Loire                |
| Pipe                   | 600                  | Cognac           | Bordelais            |
| Pipe                   | 620                  | Paris            | Paris                |
| Pipe                   | 650                  | Languedoc        | Languedoc-Roussillon |
| Poiçon                 | 228                  | Blois            | Loire                |
| Poiçon                 | 250                  | Cher             | Loire                |
| Pot                    | 40                   | Auvergne         | Rhône                |
| Quart                  | 55                   | Bordeaux         | Bordelais            |
| Quart                  | 67                   | Paris            | Paris                |
| Quartaut               | 57                   | Bourgogne        | Bourgogne            |
| Quartaut               | 114                  | Beaune           | Bourgogne            |
| Quartaut               | 114                  | Chalonnais       | Bourgogne            |
| Quartaut               | 114                  | Orléans          | Loire                |
| Quartaut               | 125                  | Vouvray          | Loire                |
| Quartaut               | 137                  | Auvergne         | Rhône                |
| Queue                  | 412                  | Anvers           | Nord/Belgique        |
| Queue                  | 457                  | Beaune           | Bourgogne            |
| Queue                  | 457                  | Missy et Soupir  |                      |
| Queue                  | 480                  | Beaurieux        | Nord/Belgique        |
| Queue                  | 503                  | Craonnelle       | Nord/Belgique        |
| Queue                  | 568                  | Reims            | Champagne            |
| Queue                  | 615                  | Jumigny          | Nord/Belgique        |
| Queue                  | 672                  | Ermenonville     | Paris                |
| Queue                  | 678                  | Laon             | Nord/Belgique        |
| Queue                  | 684                  | Avesnes          | Nord/Belgique        |
| Queue                  | 894                  | Paris            | Paris                |
| Queue (demi)           | 108                  | –                | –                    |
| Queue (demi)           | 175                  | Villeneuve       | Sud-Ouest            |
| Queue (demi)           | 183                  | Champagne        | Champagne            |
| Queue (demi)           | 183                  | Château-Thierry  | Nord/Belgique        |
| Queue (demi)           | 213                  | Orléans          | Loire                |
| Queue (demi)           | 213                  | Saint-Dizier     | Nord/Belgique        |
| Queue (demi)           | 215                  | Hermitage        | Rhône                |
| Queue (demi)           | 217                  | Garonne          | Sud-Ouest            |
| Queue (demi)           | 221                  | Cahors           | Sud-Ouest            |
| Queue (demi)           | 221                  | Gâtinais         | Paris                |
| Queue (demi)           | 221                  | Lachaise         |                      |
| Queue (demi)           | 221                  | Les Riceys       | Champagne            |
| Queue (demi)           | 221                  | Sancerre         | Loire                |
| Queue (demi)           | 224                  | Chalonnais       | Bourgogne            |
| Queue (demi)           | 224                  | Gronard          | Champagne            |
| Queue (demi)           | 228                  | Beaune           | Bourgogne            |
| Queue (demi)           | 232                  | Sologne          | Loire                |
| Queue (demi)           | 236                  | Blois            | Loire                |
| Queue (demi)           | 243                  | Anjou            | Loire                |
| Queue (demi)           | 243                  | Cher             | Loire                |
| Queue (demi)           | 243                  | Chinon           | Loire                |
| Queue (demi)           | 243                  | Montlouis        | Sud-Ouest            |
| Queue (demi)           | 243                  | Nantes           | Loire                |
| Queue (demi)           | 251                  | Condrieu         | Rhône                |
| Queue (demi)           | 255                  | Vouvray          | Loire                |
| Queue (demi)           | 265                  | Auvergne         | Rhône                |
| Queue (demi)           | 274                  | Languedoc        | Languedoc-Roussillon |
| Queue (demi)           | 275                  | Comtat Venaissin | Provence             |
| Queue (demi)           | 289                  | Saint-Gilles     | Nord/Belgique        |
| Saumée                 | 110                  | Provence         | Provence             |
| Setier                 | 7,53                 | –                | –                    |
| Setier                 | 8                    | Vendômois        | Loire                |
| Setier                 | 11                   | Paris            | Paris                |
| Setier                 | 12                   | Hainaut          | Nord/Belgique        |
| Setier                 | 14                   | Bas-Hainaut      | Nord/Belgique        |
| Setier                 | 39                   | Anvers           | Nord/Belgique        |
| Sixain                 | 60                   | –                | –                    |
| Stück                  | 1 200                | –                | –                    |
| Tiercerolle            | 230                  | Gard             | Languedoc-Roussillon |
| Tiercerolle (quartaut) | 114                  | –                | –                    |
| Tierçon                | 53                   | –                | –                    |
| Tierçon                | 91                   | Champagne        | Champagne            |
| Tierçon                | 560                  | Cognac           | Bordelais            |
| Tonneau                | 685                  | Missy et Soupir  |                      |
| Tonneau                | 719                  | Beaurieux        | Nord/Belgique        |
| Tonneau                | 754                  | Craonnelle       | Nord/Belgique        |
| Tonneau                | 773                  | Saint-Denis      | Paris                |
| Tonneau                | 804                  | Paris            | Paris                |
| Tonneau                | 824                  | Anvers           | Nord/Belgique        |
| Tonneau                | 900                  | Bordeaux         | Bordelais            |
| Tonneau                | 913                  | La Rochelle      | Bordelais            |
| Tonneau                | 922                  | Jumigny          | Nord/Belgique        |
| Tonneau                | 1 017                | Laon             | Nord/Belgique        |
| Tonneau                | 1 026                | Bas-Hainaut      | Nord/Belgique        |
| Tonneau                | 1 082                | Quesnay          |                      |
| Tonneau                | 1 082                | Valenciennes     | Nord/Belgique        |
| Tonneau                | 1 252                | Mons             | Nord/Belgique        |
| Velte                  | 7,53                 | Bordeaux         | Bordelais            |
| Verge                  | 7,53                 | Bordeaux         | Bordelais            |